# アンバー・マッカーサー

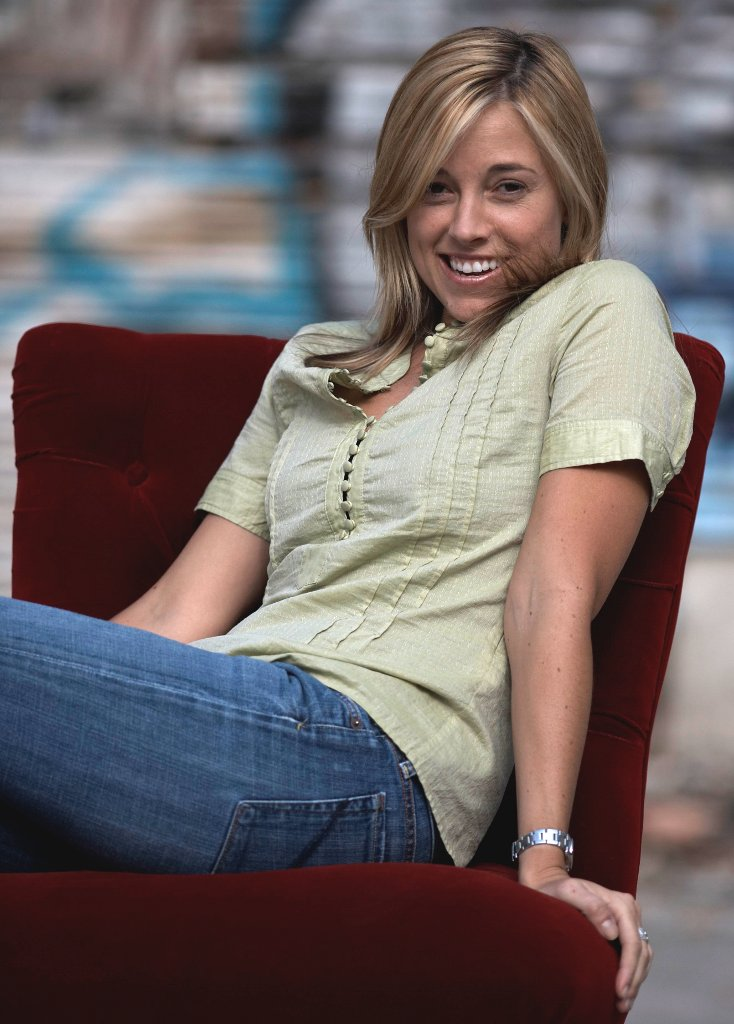
アンバー・マッカーサー

アンバー・ドーン・マッカーサー（英語: Amber Dawn MacArthur、1976年6月27日 - ）は、カナダのプリンスエドワードアイランド州シャーロットタウン出身のテレビパーソナリティ、ポッドキャストパーソナリティ。現在はトニー・ロビンス (Tony Robbins) と共にソーシャル・ネットワーキング・サービスを開発している。